# Стонфорт (Илиноис)
Стонфорт (енгл. Stonefort) град је у америчкој савезној држави Илиноис.

## Демографија
По попису из 2010. године број становника је 297, што је 5 (1,7%) становника више него 2000. године.
| Група             | 2000.       | 2010.       |
| Белци             | 283 (96,9%) | 290 (97,6%) |
| Афроамериканци    | 3 (1,0%)    | 4 (1,3%)    |
| Азијати           | 0 (0,0%)    | 0 (0,0%)    |
| Хиспаноамериканци | 5 (1,7%)    | 6 (2,0%)    |
| Укупно            | 292         | 297         |